# 돈키호테의 아이들

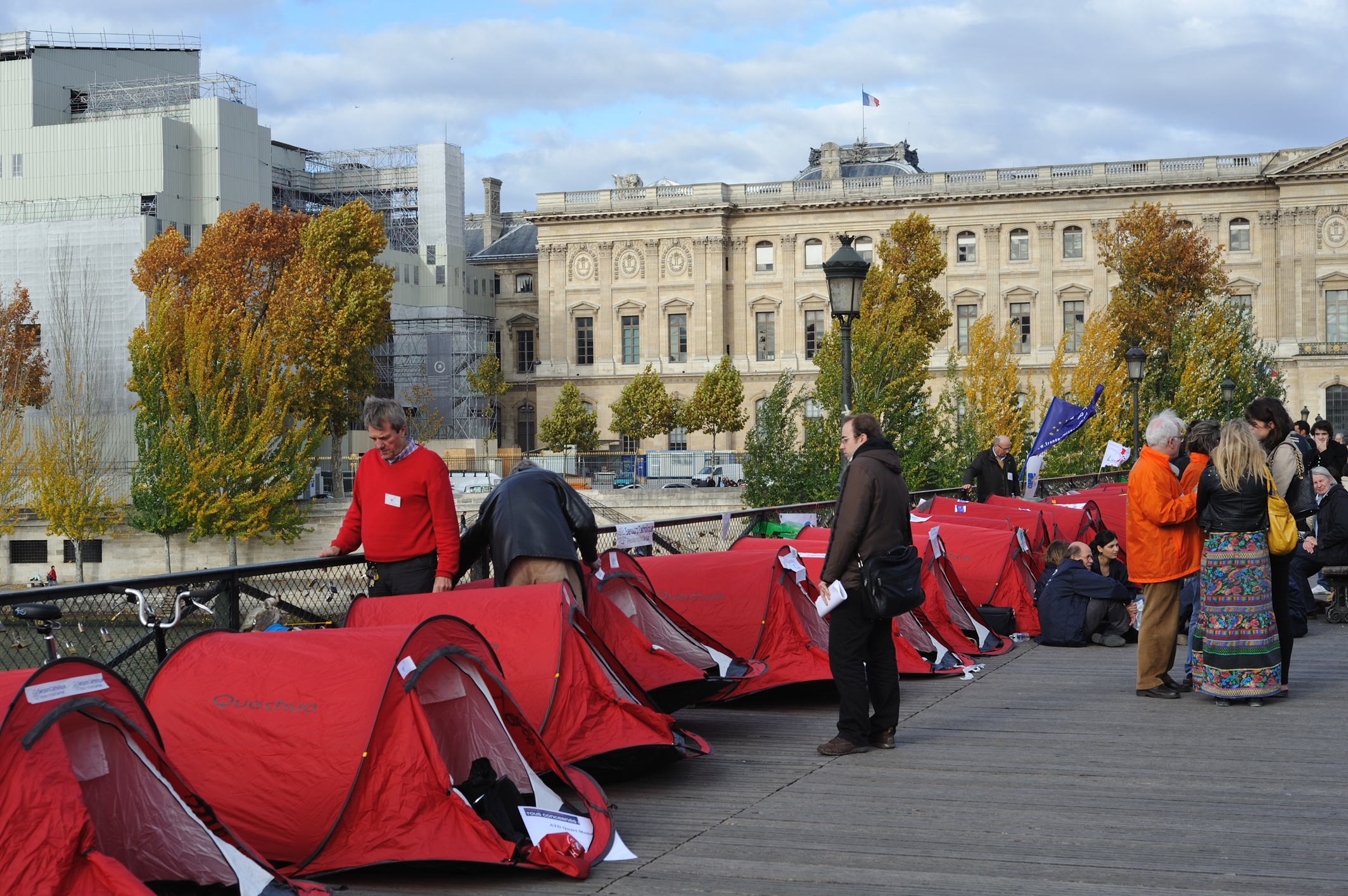
돈키호테의 아이들의 천막

돈키호테의 아이들(프랑스어: Les Enfants de Don Quichotte)은 프랑스의 노숙자 지원 단체이다.

## 개요
쟝-밥티스트 르그랜드(fr), 오거스틴 르그랜드(fr) 형제가 시작하였으며, 생마르탱 운하 부근에 텐트를 설치하고, 2006년 크리스마스에 파리 시민을 초청하여 텐트 생활을 경험하는 것을 계기로 운동이 펼쳐졌다. 파리 내의 노숙자들이 여기에 텐트를 치고 살며 정부가 모든 노숙자들에게 음식을 지원해 줄 것을 요청하고 있다.